# Ordre de tuer
Pour plus de détails, voir Fiche technique et Distribution.
Ordre de tuer (El clan de los inmorales) est un poliziottesco hispano-italien réalisé par José Gutiérrez Maesso (es) et sorti en 1975.

## Synopsis
Clyde Heart est un tueur professionnel qui a des problèmes d'argent. Il aimerait bien se construire une nouvelle existence avec sa petite amie. Mais pour cela, il a besoin d'argent et accepte un contrat du chef de la mafia McLean. Clyde doit assassiner un politicien connu. Clyde comprend tardivement que la victime est un vieil ami et qu'un autre tueur l'a descendue avant qu'il n'y parvienne. Le chef de la mafia McLean est furieux de l'échec de Clyde et engage une troupe d'assassins pour tuer Clyde. Dans sa détresse, Clyde s'allie avec l'inspecteur Heart. Ensemble, il veut en finir avec McLean avec une troupe de policiers d'élite surentraînés. 

## Fiche technique
- Titre français : Ordre de tuer[1]
- Titre original espagnol : El clan de los inmorales[2]
- Titre italien : La testa del serpente[2]
- Réalisateur : José Gutiérrez Maesso (es)
- Scénario : José Gutiérrez Maesso (es), Massimo De Rita, Arduino Maiuri (it), Santiago Moncada, Eugenio Martín
- Photographie : Aiace Parolin (it)
- Montage : Ángel Serrano
- Musique : Adolfo Waitzman
- Décors : Raphael Ferri
- Costumes : Lucia Diolosa
- Maquillage : Fabrizio Sforza, Maria Elena Garcia
- Production : José Gutiérrez Maesso (es), Manolo Bolognini, Luciano Appignani, Eduardo Palmer
- Société de production : Tecisa Film, BRC Produzione, Fral Cinematografica, Productora Filmica Dominicana (PFD), Panamericana de Producciones, Santo Domingo Film Commission
- Pays de production :  Italie -  Espagne -  République dominicaine
- Langue de tournage : Italien
- Format : Couleur par Eastmancolor - 2,35:1 - Son mono - 35 mm
- Durée : 89 minutes (1 h 29)
- Genre : Poliziottesco et film de gangsters
- Dates de sortie :
  - Italie : 22 avril 1975 (Milan)
  - Espagne : 5 mai 1975 (Barcelone) ; 4 août 1975 (Madrid)
  - France : 23 juillet 1975

## Distribution
- Helmut Berger : Clyde Hart
- Sydne Rome : Anne Holden
- Kevin McCarthy : Edward McLean
- José Ferrer : Inspecteur Reed
- Juan Luis Galiardo : Richard
- José María Caffarel : Commissaire Clément
- Renato Rossini (sous le nom de « Howard Ross ») : Juan
- Manuel Zarzo : Hugo
- Alvaro De Luna : Daniel
- Romano Puppo : Albert
- Frank Braña : Peter Gastel
- Elena Berrito : Rosa
- Claudio Chea : Tom Sayon
- Lorenzo Piani
- Luigi Antonio Guerra (it)